# Marie d'Agoult
Marie Catherine Sophie de Flavigny, vicomtesse de Flavigny,  född 31 december 1805, död 5 mars 1876, var en fransk romantisk författare, också känd under sitt gifta namn och titel, Marie, grevinnan d'Agoult, och under pseudonymen, Daniel Stern. 

## Biografi
Efter ett kort äktenskap med Charles Louis Constant d'Agoult, greve d'Agoult (1790–1875) skilde hon sig och inledde sedan ett förhållande med tonsättaren Franz Liszt. I en mycket uppmärksammad roman, Nélida (1845), skildrade hon sitt förhållande till Liszt. d'Agoult skrev arbeten av historiskt och politiskt innehåll, vilka redan genom titlarna antyder hennes politiska sympatier, Lettes républicaines (1848) och Historie de la révolution de 1848 (3 band 1851–1853), och behandlade även konst och litteratur. Arbetet Esquisses moralet et politiques (1849) har den äktfranska formen av korta betraktelser.
Tillsammans med Franz Liszt hade hon dottern Cosima Wagner.